# Terror noturno
O terror noturno ou pânico noturno (pavor nocturnus) é um distúrbio do sono, caracterizado por gritos durante o sono acompanhado do semblante de terror como se a pessoa estivesse vendo algo terrorífico durante o sono. Geralmente começa com manifestações comportamentais de intenso medo (ainda durante o sono) culminando em um despertar abrupto com um grito de pânico e respiração rápida. O terror noturno habitualmente inicia durante a primeira parte do sono e dura cerca de 1 a 10 minutos. Assim como após sonhos normais é difícil recordar mais do que alguns poucos fragmentos do que se estava sonhando e caso a pessoa volte a dormir logo depois esse despertar pode ser esquecido junto com os sonhos quando ela voltar a dormir.

## Prevalência
É mais comum na infância, entre 10% a 15% das crianças tem pelo menos um episódio de terror noturno por ano. Diminuindo para 5% a 10% em adolescentes e 1% a 5% dos adultos não havendo diferença significativa entre homens e mulheres. Eventos estressantes e a sensação de insegurança (desamparo aprendido) aumentam a frequência dos episódios.

## Características
Pesadelos são sonhos com forte conteúdo emocional angustiante, que não necessariamente levam a despertar e ocorrem com muito mais frequência na população, sendo mais facilmente associados a seus eventos estressantes e frequentemente diminuindo de frequência sem necessidade de tratamento. O "terror noturno" por outro lado é um severo distúrbio do sono, consistindo de ataques de terror agudo emergindo do sono profundo após o primeiro REM (entre 15 minutos a 2 horas após começar a dormir). É acompanhado por violentos movimentos corporais, agitação extrema, gritos, gemidos, falta de ar, suor, confusão, e em alguns casos, fuga da cama ou do quarto, comportamento destrutivo e agressão dirigida a objetos ou contra eles mesmos ou outras pessoas. No momento de pânico ferimentos, fraturas e lesões podem ocorrer caso não sejam tomadas precauções.
O intervalo em que a pessoa fica acordada pode ser apagado junto com o pesadelo naturalmente. Sendo assim, é comum que a pessoa não lembre nada no dia seguinte, especialmente crianças pois seu cérebro ainda não está completamente amadurecido. Isso ocorre pois enquanto dormimos a transição de memória de longo prazo se focaliza apenas nas informações mais importantes que ocorreram antes da pessoa ir dormir e descarta o resto como desnecessária. É possível lembrar esse intervalo caso a pessoa faça o esforço adequado para memorizar esse evento e desencadear essas memórias com anotações ou ao ouvir a história de um familiar.
Terror noturno pode coincidir com sonambulismo, em cujo caso andar e correr ocorre em conjunção com gritos, saltos e agitação violenta.
Durante o ataque de terror noturno, existe uma superativação do sistema nervoso autônomo simpático, incluindo dilatação das pupilas, sudorese, aumento nas taxas respirátórias e cardíaca, e aumento na pressão arterial. A frequência cardíaca (taquicardia) pode aumentar até 160 a 170 batimentos por minuto (o normal geralmente é de 60 a 100 no adulto), os quais são maiores que aqueles ocorrendo durante os episódios de estresse mais severos.

## Diagnóstico
Os seguintes critérios são usados para diagnosticar o distúrbio do terror noturno:
- Episódios repetitivos de despertar abrupto do sono, geralmente durante o primeiro terço do sono e com um grito de pânico;
- Medo intenso e sinais de excitação autonômica;
- Baixa responsividade relativa aos esforços para confortar a pessoa durante o episódio;
- O paciente lembra-se de um sonho pouco detalhado e existe uma amnésia (esquecimento) do episódio;
- O episódio causa sofrimento ou prejuízo na vida social, trabalho ou outras áreas importantes da vida;
- O distúrbio não é devido aos efeitos diretos de uma droga de abuso ou medicação, ou condição médica geral.

## Causas

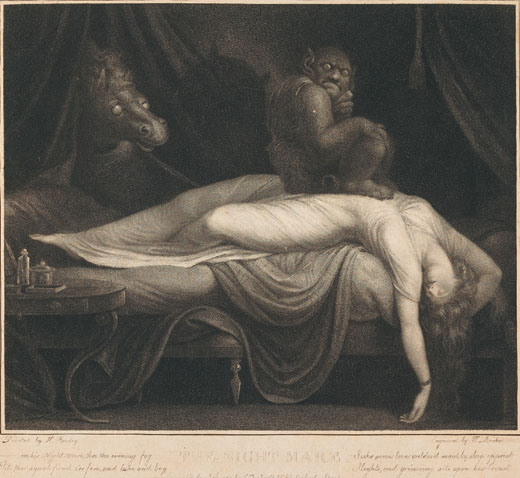
Antigamente acreditava-se que era causado por um demônio que sentava na pessoa dificultando sua respiração

As causas do terror noturno ainda são desconhecidas. Ansiedade extrema, estresse e conflitos, conscientes ou subconscientes, são fatores facilitadores. Em crianças, a precipitação de eventos traumáticos, febre e distúrbio emocional pode exibir um papel fundamentalmente causador.
Algumas teorias biológicas do terror noturno apontam para uma imaturidade do sistema nervoso como possível causa, mas ela não foi comprovada.
Durante períodos estressantes, os episódios podem ocorrer semanalmente, e algumas vezes, várias vezes na semana. O distúrbio pode levar anos para desaparecer e mesmo fazendo tratamento é difícil desaparecerem completamente. É mais frequente em pacientes ansiosos e depressivos.

## Tratamento

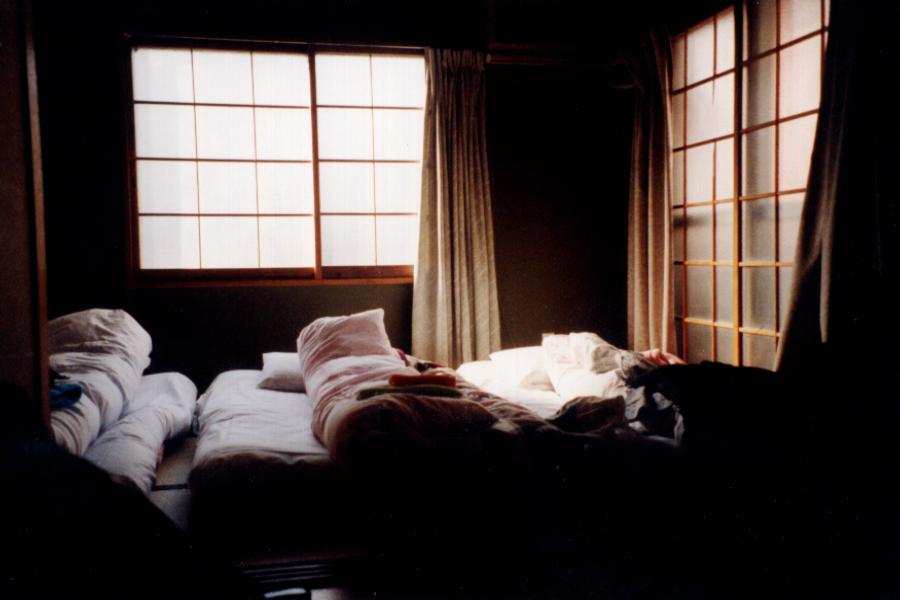
O escuro favorece a manutenção das alucinações causadas pelo pesadelo e pelo pânico. Voltar a dormir em um quarto escuro pode desencadear novos episódios, especialmente em crianças.

Deve-se incentivar a regularidade e os horários de dormir/despertar, evitando privação de sono. Quanto maior a regularidade dos horários de dormir menor a frequência deste e outros distúrbios do sono. Alimentos gordurosos, carnes, café, laticínios e outros alimentos de difícil digestão devem ser evitados a noite. No caso em que o paciente está tomando qualquer droga predisponente, ela deve ser suspensa gradualmente. Psicoterapia a longo prazo frequentemente é necessária. Técnicas de hipnose e biofeedback também podem ajudar.
O tratamento também deve ter como objetivo proteger o paciente de possíveis danos contra ele mesmo e contra os outros. O quarto deve ficar desobstruído, grades na cama devem ser acochoadas, as janelas firmemente fechadas e é importante que a pessoa tenha fácil acesso a iluminação. Após o susto inicial a pessoa pode ser acolhida e ouvir palavras de apoio e segurança até que a sensação de terror diminua, crianças podem ser carregadas no colo e ouvir uma canção de ninar.
Certas drogas psicoativas tais como os antidepressivos ISRS e benzodiazepinas (diazepam) podem ser usados para o controle a curto prazo do terror noturno, mas o sua eficácia é limitada, produz sonolência diurna e causa dependência química e psicológica.